# محمد نعيم العرقسوسي
محمد نعيم العرقسوسي (ولد 1371 هـ/ 1951 م) عالم مربٍّ، من علماء القرآن والحديث والفقه الشافعي، باحث محقق، وداعية خطيب، تولى خطابة جامع الإيمان والتدريس فيه منذ أكثر من ثلاثين عامًا، وهو من أهم مساجد دمشق وأكبرها، وأسس فيه نهضةً علمية ودعوية بارزة. وهو اليوم من كبار خطباء بلاد الشام ودعاتها، وفي طليعة العلماء الربانيين المُصلحين فيها.
عضو اللجنة العليا لشؤون القرآن الكريم في وِزارة الأوقاف السورية. وعضو مراسل في مجمع اللغة العربية بدمشق.
في 28 من رمضان 1446هـ الموافق 28 مارس (آذار) 2025م أصدر الرئيس السوري أحمد الشرع قرارًا بتعيينه عضوًا في مجلس الإفتاء الأعلى بالجمهورية العربية السورية، برئاسة مفتي الجمهورية الشيخ أسامة الرفاعي.

## سيرته
ولد الشيخ أبو بَشِير، محمد نعيم بن بَشِير العِرق سوسي (العرقسوسي) في مدينة دمشق عام 1371 هـ / 1951 م، لأسرة قديمة في حي الشاغور.
والتحق بحلَقات العلم في مسجد زيد بن ثابت في وقت مبكر من عمره، وامتاز بالذكاء والاجتهاد وحضور البديهة.
حصل على شهادة الدراسة الثانوية بتفوق، وكان مؤهلًا لدراسة الطب، غير أنه آثر دراسة اللغة العربية بتوجيه من شيخه عبد الكريم الرفاعي. وقد نال الإجازة (ليسانس) في اللغة العربية وآدابها، من كلية الآداب في جامعة دمشق عام 1976 م.
تَلْمَذَ لرائد الدعوة المسجدية بدمشق، الشيخ المربي عبد الكريم الرفاعي، في مسجد زيد بن ثابت الأنصاري، وحفظ القرآن وأُجيز بالقراءات القرآنية العشر من الشيخ المقرئ محيي الدين الكردي أبي الحسن. وتخرَّج في علم الحديث والتحقيق بالشيخ المحدِّث شعيب الأرنؤوط، وفي علوم العربية ومنهج البحث بالعلامة شيخ العربية أحمد راتب النفاخ، وبالخطابة والدعوة بالشيخ محمد عوض.
وقرأ عددًا من كتب السُّنة المطهَّرة كصحيحَي البخاري ومسلم على الشيخ الهندي حبيب الله المظاهري نزيل المدينة المنورة، وأجازه بها قراءة وإقراءً. وأجاز الشيخ محمد نعيم آلافَ الطلاب بصحيحَي البخاري ومسلم.
يقدِّم ما يسمَّى بجلسة الصفاء (جلسة ذِكر) مع درس علمي، كل يوم جمعة بعد صلاة الفجر، وما زالت مستمرَّةً منذ سنوات طويلة.
عمل على مدار عقود باحثًا ومحقِّقًا في مكتب تحقيق التراث بمؤسسة الرسالة في دمشق، لصاحبها رضوان دعبول، بإشراف شيخه شعيب الأرنؤوط. وانتُخب عضوًا مراسلًا في مجمع اللغة العربية بدمشق يوم الأربعاء أول نوفمبر (تشرين الثاني) 2023م.

## آثاره

### تحقيقاته
- توضيح المشتبه، لابن ناصر الدين الدمشقي، وهو من أهم كتب ضبط أسماء الرواة وألقابهم، في 10 مجلدات.
- سير أعلام النبلاء، للإمام الذهبي، بالاشتراك، بإشراف الشيخ شعيب الأرنؤوط، في 25 مجلدًا.
- مسند الإمام أحمد، بالاشتراك، بإشراف الشيخ شعيب الأرنؤوط، في 50 مجلدًا مع الفهارس.
- القاموس المحيط، في مجلد واحد، الطبعة الفنية بإشرافه.[4] صدرت جميعًا عن مؤسسة الرسالة.
- التعليق الممجَّد على موطَّأ الإمام محمد، لأبي الحسنات عبد الحي اللكنوي، بالاشتراك مع شيخه شعيب الأرنؤوط، في 4 مجلدات، صدر عن وزارة الأوقاف في الكويت.

### مؤلفاته
- (الفوائد العشر لصلاة الفجر في جماعة).
- (آية كل كلمة فيها درسٌ ومنهج وغاية) دار الرسالة العالمية 2021م.
- (أذكار الصباح والمساء).[5]
- (طريقك إلى التفوُّق؛ الوصايا التسع لطلَّاب المدارس والجامعات) صدر عن دار الرسالة العالمية 2024م.
- (تدبُّر القرآن العظيم؛ فضله وأهميته والوسائل التي تُعين عليه) صدر عن دار الرسالة العالمية 2024م.

### مقدماته
راجع عددًا من الكتب وقدَّم لها، منها:
- (الأربعون المكية من أحاديث الفقهاء الحنفية) لجمال الدين محمد بن إبراهيم المُرشِدي المكي الحنفي، تخريج الحافظ خليل بن محمد الأقفَهْسِي الشافعي، تحقيق خالد عوَّاد، دار الفيحاء بدمشق.[6]
- (رياض الصالحين من كلام رسول الله صلى الله عليه وسلم سيد العارفين) للإمام النووي، تحقيق محمد عيد المنصور، دار الفيحاء بدمشق.[7]
- (تدريب اللسان على تجويد البيان؛ فن التجويد) للشيخ طاهر الجزائري، تحقيق سفيان السماحي سويدان، دار القلم بدمشق.[8]
- (الميسَّر في شرح المقدمة الجزرية) إعداد عماد الدين بن هشام الهبول، دار الدقاق بدمشق.
- (منهاج القاصدين ومفيد الصادقين) لابن الجوزي، وهو اختصار لكتاب إحياء علوم الدين للغزالي، تحقيق كامل محمد الخرَّاط، دار التوفيق.
- (التقييد والإيضاح لما أُطلِق وأُغلِق من كتاب ابن الصلاح) للحافظ العراقي، ومعه (مقدمة ابن الصلاح) تحقيق قُرْبان دِبِيردَادَ الداغِستاني، راجعه عبد الرحيم محمد يُوسُفان، دار الفيحاء ودار المنهل بدمشق.